# La Guerre de l'Anneau (jeu de société)
Pour les articles homonymes, voir La Guerre de l'Anneau.
La Guerre de l'Anneau est un jeu de société dans lequel les armées des joueurs s'affrontent dans un cadre reconstituant l'univers du livre Le Seigneur des anneaux de J. R. R. Tolkien.
Conçu par les auteurs italiens Francesco Nepitello, Marco Maggi et Roberto Di Meglio, le jeu a été édité en France par Tilsit Éditions en 2004 puis par Asmodée depuis 2005. Il n'est plus distribué en France depuis fin mars 2011.
Le jeu a fait l'objet d'une extension conçue par les mêmes auteurs, parue en 2006, intitulée Les Batailles du Tiers Âge. Elle ajoute du matériel et des points de règles supplémentaires ainsi que des scénarios tactiques.

## Principe général
Le jeu simule la Guerre de l'Anneau, conflit imaginaire relaté dans le roman Le Seigneur des anneaux de J. R. R. Tolkien. Les armées des Peuples libres (Elfes, Nains, Gondor, Rohirrim & Hommes du nord) affrontent les armées de l'Ombre (Mordor, Isengard, Haradrims), tandis que la Compagnie de l'Anneau tente de progresser vers le Mordor. L'extension rajoute trois factions de combat : les Ents pour les Peuples Libres et les Corsaires d'Umbar ainsi que les habitants des Pays de Dun pour l'Ombre.
Il s'agit d'un jeu de stratégie au tour par tour. Il se joue de 2 à 4 joueurs, répartis en 2 équipes, l'une jouant les Peuples Libres, l'autre jouant les armées de l'Ombre. La durée d'une partie dépasse très régulièrement les trois heures annoncées par l'éditeur et peut parfois atteindre cinq ou six heures (notamment dans les parties à 3 ou 4 joueurs). L'utilisation de l'extension ne rallonge pas la durée de la partie.
La complexité du jeu le rend peu accessible aux joueurs occasionnels et il ne pourra être vraiment apprécié que par des joueurs pratiquant régulièrement les jeux de stratégie. Ce jeu est très immersif et permet, quand il est maîtrisé, d'offrir des heures de jeu particulièrement passionnantes. À noter qu'un jeune de douze ans va peiner à s'intéresser au jeu et qu'il est préférable d'attendre quatorze voire quinze ans pour intégrer les subtilités des combats et des objectifs ; tout dépend évidemment du niveau d'intérêt et de maturité de l'adolescent[réf. nécessaire].

## But du jeu
Les joueurs disposent à chaque tour de jeu d'un nombre limité d'actions, déterminé par des dés spéciaux. Comme dans le conflit relaté par Tolkien, le joueur de l'Ombre a la possibilité de lever rapidement un grand nombre d'armées tandis que les Peuples Libres disposent de moins de ressources militaires et celles-ci sont plus longues à mobiliser. Le joueur des Peuples Libres doit équilibrer ses actions de manière à défendre ses cités et ses forteresses contre les attaques de l'Ombre tout en faisant progresser le Porteur de l'Anneau vers le Mordor. Le joueur de l'Ombre doit de son côté faire progresser ses armées pour prendre possession des cités et forteresses des Peuples libres tout en utilisant les Nazgûl pour la Traque de l'Anneau, dans l'objectif à la fois de retarder l'avancement de la Communauté et de « corrompre » le Porteur de l'Anneau.
La victoire s'obtient soit sur le terrain militaire (par le contrôle d'un certain nombre de cités ou forteresse) soit selon le destin de l'Anneau (destruction ou corruption du Porteur). Ce double système de victoire constitue l'une des originalités et des attraits du jeu. Il permet en effet aux joueurs de mettre en place différentes stratégies en mettant plus ou moins l'accent sur l'une ou l'autre des voies (militaire ou destruction/traque de l'Anneau), assurant ainsi un renouvellement des styles de parties.

## Règle du jeu
Au début de la partie, chaque joueur dispose d'un certain nombre d'armées positionnées sur le plateau de jeu en des lieux clés définis dans le livret des règles. La Communauté de l'Anneau est positionnée à Fondcombe. La partie se décompose en tours de jeu. À la fin de chaque tour de jeu, chaque joueur vérifie s'il remplie l'une des conditions de victoire. Si c'est le cas la partie s'arrête, sinon un nouveau tour de jeu commence.
Remarque : les termes en italique correspondent à des notions définies par les règles du jeu.

### Organisation du tour de jeu
Chaque tour de jeu est divisé en six phases. Chaque phase est réalisée par les deux camps, puis on passe à la phase suivante :
1. Pioche des cartes Événement
2. Gestion de la Compagnie (phase concernant uniquement le joueur des Peuples libres)
3. Traque de l'Anneau (phase concernant uniquement le joueur de l'Ombre)
4. Jet des dés d'actions
5. Résolution des actions
6. Vérification des conditions de victoire

### Situation politique des peuples
L'état de tension de chaque peuple (Nains, Elfes, etc.) est indiqué par un marqueur sur un tableau de situation politique. Les peuples du Mordor sont au bord de la guerre alors que la plupart des Peuples Libres en sont loin. Les actions possibles pour chaque peuple dépendent de sa situation politique : en paix ou en guerre. Quand un peuple est en paix, ses actions sont limitées : il peut par exemple se déplacer en territoire ami mais ne peut pas lever des armées. Quand un peuple est en guerre, il peut alors recruter des renforts et attaquer des armées ennemies. 
Afin d'élargir ses possibilités d'actions, chaque joueur doit donc faire progresser ses peuples vers la situation de guerre. Ceci peut se faire en y consacrant une action (cf. ci-dessous) ou, par réaction, quand un peuple se fait attaquer. Pour le joueur de l'Ombre, passer en guerre peut se faire rapidement ; en revanche pour le joueur des Peuples libres, cela prend davantage de temps. En effet, pour pouvoir passer à l'état de guerre, un peuple doit avoir au préalable été activé. Les peuples de l'Ombre sont tous activés dès le début d'une partie, mais ce n'est pas le cas pour la plupart des Peuples libres (seuls les Elfes sont activés dès le départ). L'activation d'un Peuple peut se faire automatiquement s'il se fait attaquer, ou encore par l'intermédiaire d'une carte événement. Sinon, il faut faire intervenir un membre de la Communauté de l'Anneau capable d'avoir une action politique sur le peuple à activer (par exemple, Gimli peut activer le peuple des Nains). Ceci permet de simuler dans le jeu le fait que les différents peuples des Terres du Milieu n'étaient pas tous convaincus de l'imminence de la Guerre et de la nécessité de s'y préparer.

### Dés d'action
Chaque joueur dispose d'un certain nombre de dés spéciaux à six faces, marqués de symboles et appelés dés d'action. Le joueur de l'Ombre dispose de plus de dés d'action (7 au début du jeu) que celui des Peuples libres (4 au début du jeu). Chacun peut gagner d'autres dés, et donc davantage de possibilités d'actions, au cours de la partie quand des personnages entrent en jeu (Gandalf le Blanc et le roi Elessar pour les Peuples libres, La Bouche de Sauron, Saroumane et le Roi-Sorcier d'Angmar pour l'Ombre).
À chaque tour de jeu, les joueurs jettent leurs dés en même temps, ce qui permet à chacun de voir les actions disponibles pour les deux camps.
Les symboles tirés indiquent les actions possibles durant le tour. À tour de rôle, les joueurs utilisent le résultat d'un de leurs dés pour réaliser une action : changement de la situation politique d'un peuple, recrutement ou déplacement d'armées, attaque sur une armée ennemie, utilisation de cartes événement, déplacement de la Communauté de l'Anneau ou des Nazgûl, etc.

### Déplacement de la Communauté et Traque de l'Anneau
Le déplacement de la Communauté se fait de manière secrète, c'est-à-dire que lorsque le joueur des Peuples libres utilise un dé d'action pour déplacer la Communauté, il ne déplace pas la figurine de la Communauté sur la carte mais il utilise un marqueur positionné sur le bord du plateau de jeu. Ce marqueur indique le nombre de territoires parcourus depuis la dernière position connue de la Communauté.
À chaque tour de jeu, lors de la phase de la Communauté, le joueur des Peuples libres peut décider de révéler la Communauté, c'est-à-dire d'indiquer sur quel territoire elle se trouve vraiment. Il déplace alors la figurine de la Communauté du nombre de territoires indiqués par le marqueur de la Communauté, puis remet ce marqueur à zéro. Ce mécanisme permet de faire progresser secrètement la Communauté jusqu'à ce qu'elle soit en mesure d'arriver dans un territoire « protégé » (une forteresse des Peuples libres, par exemple la Lórien) où le fait de révéler la position de la Communauté n'est pas risqué pour le joueur des Peuples libres et permet au contraire des avantages (diminuer le niveau de corruption du Porteur de l'Anneau notamment).
De son côté, le joueur de l'Ombre décide à chaque tour de jeu (lors de la phase de Traque de l'anneau) d'un nombre de dés d'action qu'il consacre à la Traque de l'Anneau. Il place ces dés dans la zone du plateau de jeu consacrée à la Traque et ne les lance pas au moment de la phase de jet des dés d'action. Si lors du jet des dés d'action le joueur de l'Ombre obtient des résultats « œil de Sauron » (l'un des symboles que comportent les dés d'action de l'Ombre), ces dés viennent s'ajouter à ceux qu'il aura placé volontairement dans les ressources de la Traque. Plus le joueur de l'Ombre consacre de dés d'action à la traque de l'Anneau (volontairement ou à la suite du jet de dés), plus il a de chances de découvrir la position de celle-ci, d'éliminer des compagnons ou de corrompre le porteur de l'Anneau. Inversement, il dispose alors de moins de dés d'actions pour réaliser son déploiement militaire.
À chaque fois que le joueur des Peuples libres déplace la Communauté (à l'aide d'un dé d'action adéquat), le joueur de l'Ombre effectue un jet de traque qui consiste à lancer un nombre de dés normaux à six faces égal au nombre de dés d'action qui sont consacrés à la Traque pour le tour de jeu en cours (avec un maximum de 5 dés). Il faut au moins un résultat de 5 ou 6 sur l'un des dés pour que la traque soit réussie (cette condition peut être modifiée par plusieurs facteurs facilitant ou non la réussite de la traque). Si elle l'est, le joueur de l'Ombre pioche une tuile de traque au hasard dans un récipient et exécute les indications portées sur cette tuile : augmentation de la corruption du Porteur de l'Anneau (ou élimination d'un membre de la Communauté) et/ou découverte de la Communauté. Pour améliorer ses chances de réussite lors des jets de traque, le joueur de l'Ombre peut placer des Nazgûl sur le territoire où se trouve la Communauté (ou du moins sa dernière position connue) : il peut alors relancer un dé de traque raté.
Si la Communauté est découverte lors d'un jet de traque, cela signifie que le joueur des Peuples libres est contraint de révéler l'endroit où se trouve la Communauté (tel que décrit précédemment). De plus, il sera également contraint d'utiliser un dé d'action adéquat pour dissimuler la Communauté avant de pouvoir la déplacer à nouveau. Par ailleurs, quand une tuile de traque indique des dommages à infliger à la Communauté, le joueur des Peuples libres a le choix entre deux options : soit augmenter la corruption du Porteur de l'Anneau du nombre de dommage indiqué par la tuile, soit éliminer un Compagnon au sein de la Communauté. Le degré de corruption du Porteur de l'Anneau est matérialisé par un compteur sur le bord du plateau de jeu, numéroté de 0 à 12. Si la corruption atteint 12 points, le joueur de l'Ombre gagne la partie (voir Fin de la partie et vainqueur). Le système de corruption dans le jeu symbolise le pouvoir de l'Anneau Unique qui corrompt progressivement l'esprit de son Porteur et le force à se rendre à Sauron.

## Matériel
Le jeu de base se compose :
- d'un plateau cartonné en deux parties représentant la Terre du Milieu
- de 204 figurines en plastique représentant les armées
- de seize dés « d'action » (dés spéciaux à six faces avec des symboles)
- de cinq dés normaux à six faces
- de 110 cartes de jeux
- de 137 pions et marqueurs en cartons
- d'une règle du jeu et d'aides de jeux

L'extension ajoute :
- un plateau de jeu cartonné imprimé recto verso
- 85 figurines en plastique (et non 77 comme indiqué sur la boîte)
- cinq dés
- 110 cartes
- divers pions et marqueurs
- une règle du jeu et aides de jeux

## Mise en place
La mise en place du jeu consiste essentiellement à placer sur le plateau de jeu :
- des figurines représentant les armées et les personnages du jeu
- des pions marqueurs pour représenter les différents paramètres de la partie (marqueur de la Communauté, marqueur de corruption, marqueurs de la situation politique des différents peuples, etc.)

Les cartes événements sont également mélangées et positionnées sur le plateau de jeu. Chaque joueur en reçoit un nombre défini dans les règles (variable selon le nombre de joueurs) avant le premier tour du jeu.
Étant donné le nombre important de figurines et de pions marqueurs, la phase de mise en place du jeu dure assez longtemps (une demi-heure environ).

## Fin de partie et vainqueur
La dernière phase de chaque tour de jeu consiste à vérifier si l'une des conditions de victoires sont remplies par l'un ou l'autre des joueurs. 
La victoire peut être obtenue de deux manières : 
- par voie militaire, en contrôlant un certain nombre d'établissements (cités, forteresses). Pour gagner la partie, le joueur de l'Ombre doit ainsi posséder 10 points de contrôle sur des établissements des Peuples Libres (chaque forteresse rapporte 2 points, chaque cité rapporte 1 point). Les Peuples Libres quant à eux doivent cumuler 4 points de contrôle sur des établissements de l'Ombre pour gagner la partie. Il peut sembler facile pour les Peuples Libres de vaincre sur le plan militaires (il "suffit" théoriquement de contrôler 2 forteresses de l'Ombre), mais en pratique, sauf erreur tactique manifeste du joueur de l'Ombre, c'est très difficile et les Peuples Libres n'ont aucun intérêt à chercher à obtenir la victoire sur le plan militaire.
- en fonction du destin de l'Anneau : les Peuples libres vainquent si Frodon, Porteur de l'Anneau, parvient à se rendre au Mont du Destin pour détruire l'Anneau sans être « corrompu ». L'Ombre gagne si Frodon est « corrompu » par l'Anneau.

Chaque condition de victoire est examinée dans un ordre de priorité défini par les règles du jeu, ce qui permet de départager les situations où des conditions de victoire sont remplies par chaque joueur à la fin d'un tour de jeu.

## Récompense
- International Gamers Awards meilleur jeu pour deux joueurs 2005